# Granice (gmina Łęka Opatowska)
Granice (dawna niem. nazwa Kolonate Granice) – osada w Polsce położona w województwie wielkopolskim, w powiecie kępińskim, w gminie Łęka Opatowska.
W 1905 liczyła 123 mieszkańców.
W latach 1975–1998 miejscowość należała administracyjnie do województwa kaliskiego.